# 霍华德·加德纳
霍华德·厄尔·加德纳（英語：Howard Earl Gardner，1943年7月11日—），生於美國賓夕法尼亞州斯克蘭頓，美國哈佛大學發展心理學家。他在1983年提出了多元智能理論。

## 外部連結
- 他的部落格 （页面存档备份，存于）
- 他的主頁